# Odontomyia proba
Odontomyia proba är en tvåvingeart som först beskrevs av Lindner 1957.  Odontomyia proba ingår i släktet Odontomyia och familjen vapenflugor. Inga underarter finns listade i Catalogue of Life.